# Old Ideas
Old Ideas — двенадцатый студийный альбом канадского поэта, писателя, певца и автора песен Леонарда Коэна, изданный в январе 2012 года на лейбле Columbia Records и ставший первым новым студийным альбомом музыканта за последние восемь лет с момента выхода Dear Heather.

## Об альбоме
Выход альбома состоялся 30 января 2012 года в Европе и 31 января в США. Ещё до выхода появилась возможность послушать две новые записи: «Show Me the Place» и «Darkness». Кроме того, некоторые песни Леонард представил во время последнего тура. 14 июня Old Ideas был номинирован на Polaris Music Prize.
Альбом достиг 3 места в чарте Billboard 200, что не удавалось Коэну за всю его 44-летнюю музыкальную карьеру. 77-летний музыкант также стал самым старым исполнителем, чей альбом достиг 1 места в чарте Финляндии, до этого 1 строчку занимала только 72-летняя Вера Телениус. Джон Паралес из газеты The New York Times описал Old Ideas как «осенний альбом, размышляющий о воспоминаниях и последних расплатах, но всё же с блеском в глазах. Он вновь затрагивает темы, над которыми мистер Коэн размышлял на протяжении всей своей карьеры: любовь, желание, вера, предательство, искупление».
Боб Дилан так отозвался о песнях из Old Ideas: «Мне нравятся все песни Леонарда, ранние или поздние, „Going Home“, „Show Me the Place“, „The Darkness“. Это всё великолепные песни, глубокие и правдивые, как всегда, и многомерные, удивительно мелодичные, и они заставляют вас думать и чувствовать».

## Список композиций
| №   | Название          | Продолжительность |
| --- | ----------------- | ----------------- |
| 1.  | Going Home        | 3:51              |
| 2.  | Amen              | 7:36              |
| 3.  | Show Me the Place | 4:09              |
| 4.  | Darkness          | 4:30              |
| 5.  | Anyhow            | 3:09              |
| 6.  | Crazy to Love You | 3:06              |
| 7.  | Come Healing      | 2:53              |
| 8.  | Banjo             | 3:23              |
| 9.  | Lullaby           | 4:46              |
| 10. | Different Sides   | 4:06              |

## Позиции в чартах и сертификация
| Страна         | Позиция |
| -------------- | ------- |
| Австралия      | 2       |
| Бельгия        | 1       |
| Великобритания | 2       |
| Венгрия        | 1       |
| Дания          | 2       |
| Ирландия       | 2       |
| Испания        | 1       |
| Нидерланды     | 1       |
| Новая Зеландия | 1       |
| Норвегия       | 1       |
| Польша         | 1       |
| Португалия     | 2       |
| США            | 3       |
| Финляндия      | 1       |
| Чехия          | 1       |
| Швейцария      | 2       |
| Швеция         | 2       |

| Страна         | Статус     |
| -------------- | ---------- |
| Австрия        | Золотой    |
| Канада         | Платиновый |
| Новая Зеландия | Золотой    |
| Польша         | Платиновый |
| Финляндия      | Золотой    |
| Швейцария      | Золотой    |